# Laodicea ocellata
Laodicea ocellata är en nässeldjursart som beskrevs av Babnik 1948. Laodicea ocellata ingår i släktet Laodicea och familjen Laodiceidae. Inga underarter finns listade i Catalogue of Life.